# Янкув (Томашовський повіт)
Янкув (пол. Janków) — село в Польщі, у гміні Рокіцини Томашовського повіту Лодзинського воєводства.
Населення — 130 осіб (2011).
У 1975-1998 роках село належало до Пйотрковського воєводства.

## Демографія
Демографічна структура станом на 31 березня 2011 року:
|          | Загалом | Допрацездатний вік | Працездатний вік | Постпрацездатний вік |
| -------- | ------- | ------------------ | ---------------- | -------------------- |
| Чоловіки | 64      | 14                 | 44               | 6                    |
| Жінки    | 66      | 10                 | 39               | 17                   |
| Разом    | 130     | 24                 | 83               | 23                   |